# Hongrie au Concours Eurovision de la chanson 2012
La Hongrie a participé au Concours Eurovision de la chanson 2012 et a sélectionné sa chanson et son artiste via une sélection nationale intitulé A Dal (en français, « La chanson »), comprenant deux demi-finales et une finale et organisée par le diffuseur hongrois M1.

## A Dal
Le 1er décembre 2011, M1 lance l'appel aux chansons pour sa sélection nationale avec les chansons qui peuvent être soumises jusqu'au 30 décembre 2011. Les participants aux demi-finales sont choisis par un jury parmi toutes les chansons soumises. Les compositeurs hongrois et étrangers pouvaient envoyer des chansons. Les noms des 20 artistes et chansons sélectionnés pour les demi-finales sont dévoilés le 10 janvier 2012.
Dans les deux demi-finales, diffusés en direct sur m1 et Duna TV World, quatre chansons se qualifient pour la finale avec trois d'entre elles qui sont choisis par un jury professionnel et la quatrième par le télévote. Lors de la finale, le télévote détermine quatre super-finalistes et le vainqueur est déterminé par un jury expert qui choisit parmi l'une des quatre chansons.

### Demi-finale 1
| Numéro | Artiste                                 | Chanson                  | Jury | Télévote            | Place |
| ------ | --------------------------------------- | ------------------------ | ---- | ------------------- | ----- |
| 1      | Attila Kökény/Tamara Bencsik            | Állítsd Meg Az Időt!     | 24   |                     | 8     |
| 2      | András Kállay-Saunders                  | I Love You               | 32   |                     | 5     |
| 3      | Barna Pély et Eszter Pál feat. Szalonna | Hangok A Szívekért       | 29   |                     | 7     |
| 4      | Annamari Dancs                          | Feel                     | 15   |                     | 10    |
| 5      | Gábor Heincz                            | Learning To Let Go       | 38   | —                   | 2     |
| 6      | Compact Disco                           | Sound Of Our Hearts      | 39   | —                   | 1     |
| 7      | Rudi Krisz                              | A Fél Veled Egész        | 18   |                     | 9     |
| 8      | Niki Gallusz/Márton Vizy                | Europe, Our Heart Is One | 31   |                     | 6     |
| 9      | Gabi Tóth                               | Nem Kell Végszó          | 34   | Sauvé par le public | 4     |
| 10     | Caramel                                 | Vízió                    | 37   | —                   | 3     |

#### Jury
| Chanson                  | Viktor Rakonczai | Kati Wolf | Philip Rákay | Jenő Csiszár | Total |
| ------------------------ | ---------------- | --------- | ------------ | ------------ | ----- |
| Állítsd meg az időt      | 6                | 6         | 6            | 6            | 24    |
| I Love You               | 8                | 8         | 8            | 8            | 32    |
| Hangok a szívekért       | 6                | 7         | 9            | 7            | 29    |
| Feel                     | 4                | 5         | 3            | 3            | 15    |
| Learning to Let Go       | 10               | 9         | 10           | 9            | 38    |
| Sound of Our Hearts      | 10               | 10        | 10           | 9            | 39    |
| A fél veled egész        | 4                | 5         | 5            | 4            | 18    |
| Europe, Our Heart Is One | 7                | 8         | 10           | 6            | 31    |
| Nem kell végszó          | 9                | 9         | 8            | 8            | 34    |
| Vízió                    | 9                | 9         | 10           | 9            | 37    |

### Demi-finale 2
| Numéro | Artiste                 | Chanson           | Jury | Télévote            | Place |
| ------ | ----------------------- | ----------------- | ---- | ------------------- | ----- |
| 1      | Monsoon                 | Dance             | 26   |                     | 9     |
| 2      | Péter Puskás            | Csillagok         | 33   |                     | 6     |
| 3      | Sophistic               | Yeah, OK!         | 18   |                     | 10    |
| 4      | Juli Fábián & Zoohacker | Like A Child      | 35   | Sauvé par le public | 4     |
| 5      | Gina Kiss               | Chasing Dreams    | 29   |                     | 8     |
| 6      | Anti Fitness Club       | Lesz, Ami Lesz    | 34   |                     | 5     |
| 7      | Mónika Veres            | This Love         | 38   | —                   | 2     |
| 8      | Tibor Gyurcsík          | Back In Place     | 39   | —                   | 1     |
| 9      | Renáta Tolvai           | Élek a szemeidben | 30   |                     | 7     |
| 10     | The Kiralys             | Untried           | 35   | —                   | 3     |

#### Jury
| Chanson           | Viktor Rakonczai | Kati Wolf | Philip Rákay | Jenő Csiszár | Total |
| ----------------- | ---------------- | --------- | ------------ | ------------ | ----- |
| Dance             | 7                | 6         | 7            | 6            | 26    |
| Csillagok         | 8                | 9         | 9            | 7            | 33    |
| Yeah, OK!         | 5                | 5         | 4            | 4            | 18    |
| Like A Child      | 9                | 9         | 9            | 8            | 35    |
| Chasing Dreams    | 7                | 7         | 8            | 7            | 29    |
| Lesz, Ami Lesz    | 9                | 8         | 9            | 8            | 34    |
| This Love         | 10               | 10        | 9            | 9            | 38    |
| Back In Place     | 10               | 10        | 10           | 9            | 39    |
| Élek a szemeidben | 8                | 7         | 8            | 7            | 30    |
| Untried           | 9                | 8         | 9            | 9            | 35    |

### Finale
| Numéro | Artiste                 | Chanson             | Finale   | Finale | Super-Finale | Super-Finale | Place |
| Numéro | Artiste                 | Chanson             | Télévote | Place  | Jury         | Total        | Place |
| ------ | ----------------------- | ------------------- | -------- | ------ | ------------ | ------------ | ----- |
| 1      | The Kiralys             | Untried             | 1.       | 1-4    | 0            | 0            | 4     |
| 2      | Tibor Gyurcsík          | Back In Place       | ?        | 5-8    | 0            | 0            | 5=    |
| 3      | Gabi Tóth               | Don't Save Me       | ?        | 5-8    | 0            | 0            | 5=    |
| 4      | Compact Disco           | Sound of Our Hearts | 3.       | 1-4    | 2            | 2            | 1     |
| 5      | Juli Fábián & Zoohacker | Like A Child        | ?        | 5-8    | 0            | 0            | 5=    |
| 6      | Caramel                 | Vertigo             | 2.       | 1-4    | 1            | 1            | 2     |
| 7      | Mónika Veres            | This Love           | ?        | 5-8    | 0            | 0            | 5=    |
| 8      | Gábor Heincz            | Learning To Let Go  | 4.       | 1-4    | 1            | 1            | 2=    |

## À l'Eurovision
La Hongrie participe à la seconde moitié de la première demi-finale du 22 mai en passant en 15e position entre la Russie et l'Autriche et se qualifie pour la finale en prenant la 10e et dernière place qualificative avec 52 points.
Lors de la finale du 26 mai, le pays passe en deuxième position entre le Royaume-Uni et l'Albanie et termine à la 24e place avec 19 points.

### Points accordés à la Hongrie
| 12 points                      | 10 points  | 8 points   | 7 points      | 6 points            |
| ------------------------------ | ---------- | ---------- | ------------- | ------------------- |
|                                |            | - Roumanie | - Albanie     | - Belgique - Suisse |
| 5 points                       | 4 points   | 3 points   | 2 points      | 1 point             |
| - Chypre - Danemark - Moldavie | - Finlande |            | - Azerbaïdjan |                     |

| 12 points | 10 points | 8 points    | 7 points   | 6 points             |
| --------- | --------- | ----------- | ---------- | -------------------- |
|           |           | - Slovaquie | - Roumanie |                      |
| 5 points  | 4 points  | 3 points    | 2 points   | 1 point              |
|           |           |             | - Serbie   | - Moldavie - Turquie |

### Points accordés par la Hongrie
| 12 points | Finlande |
| 10 points | Albanie  |
| 8 points  | Suisse   |
| 7 points  | Russie   |
| 6 points  | Irlande  |
| 5 points  | Israël   |
| 4 points  | Islande  |
| 3 points  | Roumanie |
| 2 points  | Moldavie |
| 1 point   | Danemark |

| 12 points | Suède     |
| 10 points | Allemagne |
| 8 points  | Albanie   |
| 7 points  | Russie    |
| 6 points  | Islande   |
| 5 points  | Italie    |
| 4 points  | Serbie    |
| 3 points  | Turquie   |
| 2 points  | Moldavie  |
| 1 point   | Espagne   |